# 定保
定保（1811年—？），字静甫，号佑亭，博尔济吉特氏，為中國清朝官員，本籍滿洲正蓝旗人。道光壬辰举人，咸丰己未进士。
他於1871年（同治10年）奉旨擔任按察使銜分巡台灣兵備道，為台灣清治時期這階段的地方統治者。

## 家庭及关联
- 高祖穆伦，轻车都尉兼佐领；
- 高祖母爱新觉罗氏；
- 曾祖景泰，世袭轻车都尉，护军參领；
- 曾祖母爱新觉罗氏；
- 祖薩桑阿，二等护卫；
- 祖母爱新觉罗氏、爱新觉罗氏、乌苏氏；
- 父桂慶，岁貢生；
- 母唐佳氏；
- 妻瓜尔佳氏；
- 胞伯善慶，嘉庆壬戌进士，盛京礼部侍郎；
- 族亲國棟，乾隆壬戌进士，浙江布政使、子文孚，文渊阁大学士，谥文敬；
- 博卿額，乾隆戊辰进士，奉天府尹；
- 鄂山，嘉庆丙辰进士，四川总督、弟成山，道光壬午进士，直隶热河道、成山之子葆謙，咸丰壬子进士；
- 錫淳，咸丰丙辰进士，驻藏大臣、弟錫綸，伊犁将军；
- 琦善，世袭一等奉义侯，文渊阁大学士，谥文勤、子恭镗，黑龙江将军、孫瑞洵，光绪丙戌进士，科布多参赞大臣、瑞洵弟瑞澂，末代湖广总督。